# Koningin Elisabethzaal
De Koningin Elisabethzaal is een concert- en evenementenzaal aan het Koningin Astridplein in Antwerpen.
De Koningin Elisabethzaal biedt plaats aan 2000 personen en heeft het Antwerp Symphony Orchestra als residentieorkest. De Koningin Elisabethzaal maakt deel uit van het Elisabeth Center Antwerp, dat wordt beheerd door de Koninklijke Maatschappij voor Dierkunde Antwerpen.

## Geschiedenis

### Grote Feestzaal (1897 - 1947)
In 1897 werd op de locatie van de huidige Koningin Elisabethzaal de ‘Grote Feestzaal’ gebouwd naar aanleiding van concerten georganiseerd door de Koninklijke Maatschappij voor Dierkunde Antwerpen. Deze eerste concertzaal, gebouwd door Emiel Thielens, maakte deel uit van het Feestzalencomplex en werd gebruikt voor dansavonden en symfonische concerten voor de burgerij.

### Koningin Elisabethzaal (1960 - 2012)
Tijdens de Tweede Wereldoorlog werd het Feestzalencomplex zwaar beschadigd en in 1947 brandde het uit. Daarom werd in 1959 begonnen met de bouw van het Elisabeth Center, met daarin een nieuwe zaal door Rie Haan, met elementen van Expo 58. In 1960 werd het Elisabeth Center en de nieuwe Koningin Elisabethzaal geopend door Koningin Elisabeth. Het nieuwe bouwwerk biedt eveneens ruimte voor een conferentiecentrum en huisvest van mei 2002 tot mei 2012 ook het Diamantmuseum. De mogelijkheden van het Elisabeth Center kunnen bovendien gecombineerd worden met de bestaande zalen van de ZOO.

### Koningin Elisabethzaal (2016 - …)
In 2011 werd beslist om op dezelfde plek een nieuwe Koningin Elisabethzaal te bouwen, de derde concertzaal op die plaats. Het architectenbureau Ian Simpson uit Manchester ontwierp het nieuwe complex en werkte hiervoor samen met Kirkegaard Associates uit Chicago en Bureau Bouwtechniek. De werken werden gefinancierd door de Vlaamse Overheid voor een bedrag van 57,2 miljoen euro. Op 25 november 2016 werd de nieuwe Koningin Elisabethzaal geopend door koningin Mathilde. Die avond wordt de zaal ingehuldigd met concerten van Hooverphonic en het residentieorkest Antwerp Symphony Orchestra. Het congrescentrum van het Elisabeth Center werd ook opgefrist en heropende als het FMCCA, Flanders Meeting & Convention Center Antwerp. In de Zoogallery hangt sinds 2018 de rugzakvlieger Brazil, een kunstwerk van Panamarenko.

## Kenmerken

### Akoestiek

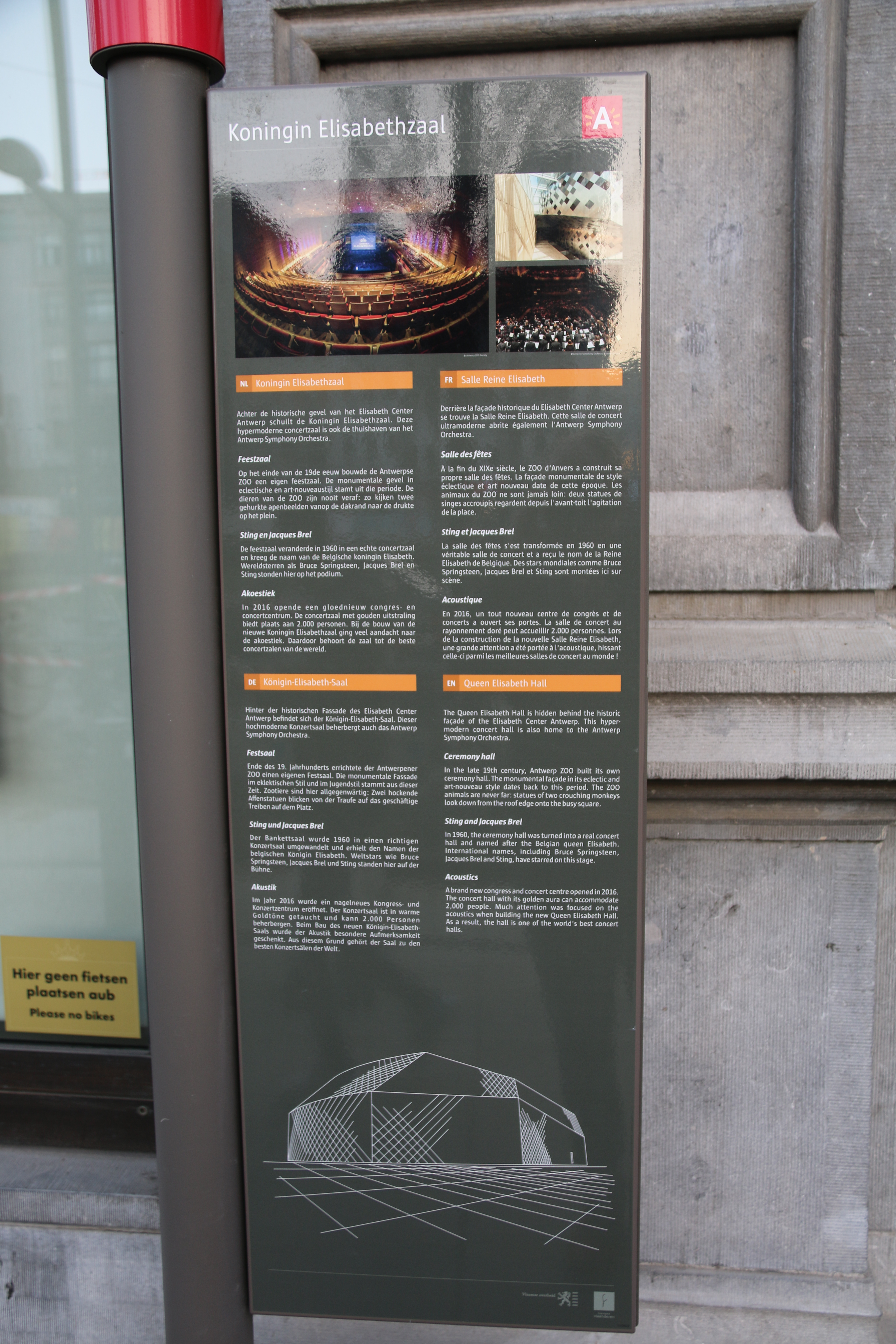
Infobord Koningin Elisabethzaal

Om de akoestiek van de Koningin Elisabethzaal te optimaliseren, werkte het architectenbureau Ian Simpson samen met Kirkegaard Associates. De zaal heeft de vorm van een ‘schoenendoos’ wat zorgt voor een goede resonantie van het geluid. Daarnaast heeft de zaal geen vast proscenium (voortoneel) waardoor klankverlies vermeden wordt. Aan het plafond van de Koningin Elisabethzaal zijn ‘reflectoren’ of beweegbare akoestische panelen opgehangen die verplaatst of verwijderd kunnen worden, in functie van het geprojecteerde geluid. En de ruimte tussen de eiken gegolfde panelen aan de wanden en het achterliggend beton is opgevuld met lavazand, zodat de panelen niet kunnen beginnen trillen.
Het waardeoordeel van Kirkegaard over de akoestische kwaliteiten van de huidige Koningin Elisabethzaal bedraagt 9.3 op een schaal van 10, waar de oude zaal een waarde kreeg van 6.0.

### Multifunctionaliteit
De Koningin Elisabethzaal is multifunctioneel voor en achter de schermen. Zo hebben concertgangers vanaf elke stoel in de Koningin Elisabethzaal goede zichtlijnen naar het podium en voor, tijdens en na het concert kan men tijd doorbrengen in de publieksruimtes. Voor producties is de turnovertijd (opbouw en afbraak van een productie) geminimaliseerd, het podium bestaat uit 12 beweegbare delen en in de ruimte boven het plafond kunnen belichting en decors worden voorbereid. De zeventig koorzitplaatsen achteraan het podium kunnen door koor of publiek ingenomen worden of kunnen weggelaten worden, zodat het podium wordt vergroot.

### Publiekscapaciteit
Afhankelijk van de opstelling (concert, congres, theater) varieert de capaciteit van de Koningin Elisabethzaal tussen de 1.850 en 2.000 plaatsen.

### Bereikbaarheid
De concertzaal ligt in het hart van de stad Antwerpen en vlak bij het Station Antwerpen-Centraal, waar zowel binnen- als buitenlands treinverkeer passeert. Verder stoppen er in de buurt rondom de zaal verschillende bus-, tram- en metrolijnen en zijn er verschillende parkeergarages. De onthaalruimte van het complex ligt op straatniveau van waaruit de zaal via liften bereikbaar is.

## Gebruik
De Koningin Elisabethzaal wordt gebruikt voor klassieke concerten en congressen.

### Residentieorkest: Antwerp Symphony Orchestra
Het Antwerp Symphony Orchestra is het residentieorkest van de Koningin Elisabethzaal, sinds de opening van de nieuwe zaal in november 2016. Het orkest staat onder leiding van chef-dirigent Elim Chan en eredirigent Philippe Herreweghe. Het Antwerp Symphony Orchestra gebruikt de zaal voor concerten en opnames.

## Trivia
- In november 2022 werd naar aanleiding van het 125-jarige bestaan een boek uitgebracht, Koningin Elisabethzaal: 125 jaar klassieke muziek – Van houten kiosk tot Gouden Zaal, uitgeverij HANNIBAL Books, ISBN 978 94 6436 682 2.